# Gerhard Pennemann
Gerhard Pennemann (* 29. Oktober 1906 in Brual; † 1. September 1985 in Weener) war ein deutscher Landwirt und Politiker (Zentrum).
Pennemann wurde als Sohn des Landwirts und Agrarfunktionärs Theodor Pennemann, der von 1920 bis 1930 für die Zentrumspartei dem Reichstag angehörte, geboren. Nach der Brualer Volksschule besuchte er ein Gymnasium in Meppen. Ab dem Jahr 1932 arbeitete er in Brahe-Rhede als selbständiger Landwirt. Im Zweiten Weltkrieg leistete er Wehrdienst in den Jahren 1943 bis 1945. Später wurde er in Rhede Bürgermeister und Kreistagsmitglied im Landkreis Aschendorf-Hümmling. 
Er gehörte vom 20. April 1947 bis 10. Oktober 1950 für die Zentrumspartei dem ersten frei gewählten Niedersächsischen Landtag an, wobei er zum Schluss der Legislaturperiode vom 26. Juni 1950 bis 10. Oktober 1950 als deren Fraktionsvorsitzender fungierte.